# Brawl Stars
Brawl Stars é um jogo eletrônico mobile focado nos estilos de arena de batalha, multijogador online e habilidades em terceira pessoa, desenvolvido e publicado pela empresa produtora de jogos Supercell.

## Desenvolvimento[12]

### Origem
O protótipo do jogo começou a ser desenvolvido ainda em 2014, quando Jon Franzas, um designer e programador que trabalhava na Supercell, decidiu idealizar um projeto de algo que fosse similar com o universo do videojogo Clash of Clans, lançado 2 anos antes. Franzas inicialmente queria que o projeto tivesse uma temática voltada para um universo de fantasia, pois era algo que os próprios desenvolvedores da empresa já trabalharam antes em jogos como Boom Beach, Hay Day e o próprio Clash of Clans.
Logo no início, se pensou em uma temática espacial para o jogo na ideia de um universo de ficção científica, e graças a isto, o jogo recebeu o nome de Project Laser. Frank Keinburg, principal diretor-chefe do projeto, disse em uma entrevista concedida à Apple que sua equipe pensou nessa hipótese, pois até aquele presente momento a publisher "nunca havia trabalhado com algo relacionado ao espaço sideral". "Queríamos algo que fosse relacionado ao espaço, pois nossa ideia inicial seria criar um ambiente em que você pudesse viajar para vários lugares diferentes", afirmou Keinburg.

### Evolução do projeto
Em 2015, um ano depois do início do projeto, a equipe liderada por Frank Keinburg ainda não havia decidido formalmente qual seria o tema do jogo. Os desenvolvedores já não consideravam algo tão viável criar um universo de espaço sideral, por considerar algo "muito complexo". A sobrevivência do projeto já estava em risco, então o artista Paul Chambers foi chamado para ajudar no desenvolvimento da história principal.
Devido á urgência de apresentar algo novo, Paul rapidamente se propôs a mudar o estilo do videojogo de forma provisória para o Velho Oeste, abandonando o codinome Laser. Em apenas dois dias, o artista idealizou 10 personagens baseados na temática faroeste, com alguns deles sendo adicionados no universo virtual anos mais tarde. Portanto, este foi o inicio do que viria á ser o que nós chamamos nos dias de hoje, Brawl Stars.

## Jogabilidade
Em Brawl Stars, os jogadores lutam contra outros jogadores ou oponentes de IA (chamados de "bots") nos vários modos de jogo. Eles podem escolher entre variados personagens chamados Brawlers, que são desbloqueáveis através de vales, Brawl Pass, Star Drops ou comprados na Loja, para usar em batalhas.
O Brawl conta com uma variedade de modos de jogo diferentes que os jogadores podem escolher, cada um com um objetivo diferente. Os jogadores podem convidar amigos para jogar com eles até o tamanho máximo de equipe do modo de jogo, que varia de dois até 10.
Além disso, é possível comprar visuais (roupas ou skins) com moedas, gemas, blings, através do Brawl Pass ou vencendo Desafios por exemplo. Os visuais, como de costume, alteram a aparência dos personagens; mas alguns deles também alteram as falas, ataques, efeitos, animações e até mesmo seus passos. Existem 5 raridades de skins: raro, super-raro, épico, mítico e lendário, custando 29, 79, 149, 199 e 299 gemas respectivamente.

### Modos de Jogo
Atualmente (2025) tem 9 modos de jogos na rotação sendo eles: Combate Solitário, Combate Duplo,Combate Triplo,Fute-Brawl, Roubo, Extermínio, Zona estratégica,Pique-Gema, Noucate.

### Brawlers

#### Classificação dos brawlers

##### 1)Por raridade
- Classificação com base na dificuldade de jogabilidade do brawler.
- São divididos em 6 raridades

| Raridade        | Quantidade de brawlers | Total |
| --------------- | ---------------------- | ----- |
| Brawler inicial | 1                      | 90    |
| Rara            | 8                      |       |
| Super-rara      | 10                     |       |
| Épica           | 28                     |       |
| Mítica          | 30                     |       |
| Lendária        | 12                     |       |
| Ultra Lendária  | 1                      |       |

###### A)Brawler inicial
- É a brawler inicial do jogo: Shelly.
- Todos os jogadores começam com essa brawler

###### B)Raro
- Depois da raridade inicial é a que tem os brawlers mais simples do jogo
- Possui 8 brawlers

###### C)Super-raro
- Raridade que possui brawlers mais complexos que os raros, porém menos complexos que os épicos
- Possui 10 brawlers

###### D)Épico
- Raridade que possui brawlers mais complexos que os super-raros, porém menos complexos que os míticos
- Possui 28 brawlers

###### E)Mítico
- Terceira raridade mais complexa do jogo
- Possui 28 brawlers

###### F)Lendários
- Segunda raridade mais complexa do jogo
- Possui 12 brawlers

###### E)Ultra Lendários
- Raridade que contém apenas brawlers que tem 2 modos de jogo

- Possui 1 brawler, que é a Kaze

##### 2)Por classe
- Classificação com base nos atributos no brawler (vida, dano, velocidade...)
- São 7 classes: Tanques, Algozes, Suporte, Controle, Destruidores, Tiros Precisos e Detonadores

| Classe         | Quantidade de brawlers | Vida                                  | Dano                    | Velocidade de movimento                                                                                                  |
| -------------- | ---------------------- | ------------------------------------- | ----------------------- | --- |
| Tanques        | 12                     | Alta                                  | Muito Alto ou alto      | Em geral rápidos, porém alguns tem velocidade normal e a Bibi é muito rápida                                             |
| Algozes        | 13                     | Em geral uma vida média ou baixa      | Muito alto ou alto      | Em geral rápidos ou muito rápidos, salve algumas exceções                                                                |
| Suporte        | 10                     | Em geral média                        | Em geral baixo ou médio | Em geral é normal, com exceção do Doug que é rápido e a Max e o Kit que são muito rápidos                                |
| Controle       | 16                     | Média                                 | Médio                   | Em geral é normal, com exceção do Sandy e do Chuck que são rápidos                                                       |
| Destruidores   | 17                     | Em geral média                        | Em geral alto           | A maioria tem velocidade normal, uma pequena parte é rápida, o Surge (apenas no nível 1) é lento e o 8-Bit é muito lento |
| Tiros Precisos | 10                     | Em geral baixa, alguns tem vida média | Em geral alto           | Em geral tem velocidade normal, com exceção da Bonnie que é lenta e o Ângelo que é muito rápido                          |
| Detonadores    | 6                      | Em geral vida baixa                   | Em geral alto           | Entre normal e rápida, apenas o Dynamike e Larry e Lawrie são rápidos o resto tem velocidade normal                      |

##### 3)Por trio
- Todos os brawlers são baseados em trios, definidos pela sua personalidade e ambiente

### Brawl Pass
Em maio de 2020, por meio de um anúncio estilizado como um telejornal lançado no YouTube chamado "Brawl Talk", uma atualização do jogo adicionou um novo sistema de recompensa chamado “Brawl Pass”. O Brawl Pass é a versão de um passe de batalha adaptado ao universo do jogo. Quando os jogadores competem em batalhas, eles ganham Fichas para progredir ao longo do Brawl Pass. Os jogadores podem ganhar caixas, gemas, roupas, pins (pictogramas que podem ser usados durante as batalhas ou em uma sala de jogo de equipe), moedas, pontos de poder e brawlers. Ele se divide em duas partes:
A primeira parte, gratuita, é obtida automaticamente por todos os jogadores, e não necessita de aquisições pagas. A outra parte, comprada por um preço de 169 gemas, premia os jogadores com o novo brawler cromático da temporada mais duas skins exclusivas, uma para o novo brawler, outra para um brawler aleatório.
O Brawl Pass inicialmente tinha 60 patamares para serem desbloqueados, mas na temporada seguinte, o número de patamares subiu para 70, que é o número atual. Contudo, o número de fichas necessárias para finalizar o Brawl Pass diminuiu para 600 fichas.

### Liga Estelar
A Liga Estelar é um sistema de classificação competitivo adicionado ao jogo na temporada 5 do Brawl Pass. A chegada da Liga Estelar substituiu o já extinto Sede de Poder.
Os jogadores desbloqueiam este sistema com 4500 troféus. Há um total de 19 classificações entre o Bronze I e o Mestre. Cada temporada dura dois meses, com exceção da primeira, que terminou ao final da temporada 5. Ao final de uma temporada da Liga Estelar, os jogadores ganham Pontos Estelares com base em sua classificação.
Os jogadores podem entrar na Liga Estelar sozinhos ou com equipes de três. O vencedor é decidido em um formato de melhor de três e empates não contam, o que faz com que a Liga Estelar tenha um número indefinido de rodadas. Cada partida começa, sendo o modo de jogo e mapa aleatoriamente escolhidos. Os líderes de ambas as equipes, também escolhidos aleatoriamente, selecionam um Brawler para banir, onde ele não poderá ser usado por nenhum jogador durante toda aquela partida. Todos os seis jogadores na partida devem jogar com um brawler diferente. A progressão varia com base em vários fatores, incluindo as classificações do oponente.

### Temporadas do Brawl Pass
Cada temporada traz um novo Brawl Pass e uma nova temporada da Liga Estelar. Ambos vêm acompanhados por novas skins, brawlers, tema de lobby e tema de mapa da temporada.
| Temporada                                                      | Período                              | Descrição |
| -------------------------------------------------------------- | ------------------------------------ | --- |
| Temporada 1: Bazar da Tara (Tara's Bazaar)                     | Maio a Junho de 2020                 | O brawler Gale foi introduzido no Brawl Pass desta temporada. Este Brawl Pass foi o primeiro no jogo e tinha 60 patamares. O tema era baseado em lugares místicos do oriente. |
| Temporada 2: Verão de Monstros (Summer of Monsters)            | Julho a Setembro de 2020             | O brawler Wattson foi introduzido no Brawl Pass desta temporada. Este passe adicionou 10 patamares extras, aumentando seu número para 70. Este Brawl Pass durou 10 semanas, mais do que o Brawl Pass anterior. O tema era baseado numa cidade com super-heróis. |
| Temporada 3: Bem-Vindo ao Starr Park! (Welcome to Starr Park!) | Setembro a Novembro de 2020          | A brawler Colette foi introduzida no Brawl Pass desta temporada. Um novo ambiente para o tutorial com o tema Starr Park foi introduzido para novos jogadores. Pacotes de pins (que desbloqueiam três pins por pacote) foram incluídos a partir deste Brawl Pass, e um evento do Festival da Lua foi hospedado em outubro de 2020. O tema desta temporada era baseado dentro de uma loja de lembrancinhas de um parque de diversões. |
| Temporada 4: Fuga Natalina (Holiday Getaway)                   | Novembro de 2020 a Fevereiro de 2021 | O brawler Lou foi introduzido no Brawl Pass desta temporada. Nesta época a Supercell removeu a habilidade de desbloquear brawlers cromáticos das caixas antes de alcançar o nível 30 do Brawl Pass, o que gerou certo desconforto nos jogadores. Além disso, veio outra atualização que fez com que caso um jogador obtivesse brawlers de raridade cromática em caixas Brawl, lhe diminuíssem consideravelmente as chances de ganhar outro Brawler de raridade lendária em uma caixa Brawl, o que gerou críticas a Supercell. Os Brawlers Edgar e Byron também foram introduzidos nesta temporada, com Edgar podendo ter sido gratuitamente coletado na loja. O tema desta temporada foi focado no Hotel do Brawler Mr.P, com temática de Natal e festas de fim de ano. |
| Temporada 5: A Força Starr! (Starr Force)                      | Fevereiro a Abril de 2021            | O brawler Coronel Ruffs foi introduzido no Brawl Pass desta temporada. Foi também realizado um evento de comemoração do Ano Novo Lunar nesta temporada, com música de fundo especial e skins e pins temáticos. O tema desta temporada foi o espaço sideral. |
| Temporada 6: A Gangue do Braço Dourado (The Goldarm Gang)      | Abril a Junho de 2021                | A brawler Belle foi introduzida no Brawl Pass desta temporada. E, embora não seja um Brawler Cromático e sem muitas relações com o tema da atualização, Squeak também foi introduzido nela, sendo posteriormente lançado em maio como um brawler Mítico. Nesta temporada houve o evento de comemoração de um ano de lançamento do jogo na China, com uma skin e pin exclusivos para o brawler Darryl, de forma gratuita. Na nova temporada da Liga Estelar, foram tragos dois novos ícones de perfil de jogador e uma recompensa de skin (em forma de desafio) para o Brawler 8-Bit. Esta temporada também trouxe um novo modo de jogo temporário, chamado Nocaute, onde os jogadores devem eliminar todo o time adversário para vencer. Com a boa avaliação e participação ativa dos jogadores no modo, ele acabou entrando na rotação de jogos fixos. Esta temporada foi baseada no Velho Oeste, homenageando os primórdios do jogo, o que reacendeu a atenção de jogadores mais antigos, mas que acabou sendo colocado em segundo plano com o decorrer das atualizações. |
| Temporada 7: Onda Jurássica (Jurassic Splash)                  | Junho a Agosto de 2021               | Os brawlers Buzz e Griff foram introduzidos nesta temporada, sendo Buzz o brawler cromático da temporada e Griff um brawler épico. Um evento especial de música punk-rock intitulado "Bad Randoms" fez parte dessa temporada. Um fundo especial do menu principal e uma música do menu principal foram reproduzidos junto com o fundo e a música do tema da temporada. Os desafios desta temporada incluíam o Desafio do Griff, para ganhar o Brawler Griff uma semana antes de seu lançamento geral; o Desafio 'Bad Randoms', para ganhar um visual novo para a Brawler Bibi; o Desafio 'Masters Latin America' para ganhar uma Megacaixa e o Desafio 'Esportes de Verão', para também ganhar uma Megacaixa. Esta temporada também trouxe coisas novas para a Liga Estelar, como dois ícones novos de perfil para jogadores e uma recompensa de aquisição de compra de skin para a Brawler Jacky. Os novos modos de jogo temporários nesta temporada foram Basquete-Brawl, Segura o Troféu, Vôlei-Brawl e Ladrão de Troféus. Esta temporada foi baseada em um balneário, cujo local tinha dinossauros e banhistas, sendo Buzz o principal salva-vidas do local. |
| Temporada 8: Era Uma Vez um Brawl (Once Upon a Brawl)          | Agosto a Novembro de 2021            | O brawler Ash foi introduzido nesta temporada como o novo Brawler Cromático. Uma nova variação do modo Combate Solitário, o Combate+, foi introduzida. Os jogadores devem derrotar outros Brawlers para ganhar troféus extras, e ser derrotado lhe tira dois troféus. Esta temporada da Liga Estelar trouxe mais dois novos ícones de perfil e novas skins. A Liga Estelar concedia uma nova skin para o brawler Byron, além de vir com uma menor rotação de mapas e remover o modo de jogo Encurralado. Ocorreu um evento do Festival Lunar da China, trazendo um visual exclusivo para a Brawler Piper, além de um fundo de lobby e música-tema relacionados ao evento. Houve uma atualização no meio da temporada para a introdução da nova brawler lendária, Meg. Junto dessa pequena atualização, mapas e skins da temporada de Retrópole voltaram ao jogo juntos com uma nova skin para o brawler 8-Bit, que pôde ser desbloqueada ao vencer um desafio em outubro, intitulada V8-Bit na Retrópole. Perto de seu fim houve outra atualização, que trouxe o Brawl-o-Ween deste ano. Apesar de fazer parte da atualização do Brawlywood, o passe Era Uma Vez um Brawl ainda não havia sido encerrado quando o Brawl-o-Ween foi oficialmente lançado. Seu tema era baseado em um mundo de contos de fada que se passa num castelo e num reino encantado, que no caso a brawler Shelly era a princesa do conto, Sprout o príncipe, Barley o cavaleiro-unicórnio, Pam a Raínha-Má, e dois El Primos dragões como servos da Pam Rainha-Má. |
| Temporada 9: Brawlywood                                        | Novembro de 2021 a Janeiro de 2022   | A brawler Lola é a Brawler Cromática desta temporada. A Liga Estelar traz a opção de compra do visual 'Buzz Diretor', com 60 vitórias de rodadas nas partidas, além das skins do passe e outras mais. Ela se iniciou com o evento anual Brawl-o-Ween que, em alusão ao tema da atualização, se inspira nos filmes de terror clássicos, trazendo skins temáticas e a remodelagem da brawler Jessie, além do modificador Esconde-Esconde, que torna todos os brawlers invisíveis por 7 segundos a cada 14 segundos. A temporada, com o passe, a Liga e as novas skins só começou ao fim do Brawl-o-Ween. No dia 11/11, ainda no começo do passe houve o Desafio Solo, em comemoração ao Dia dos Solteiros, que concedia ao seu final um pin exclusivo. Junto dele veio um plano de fundo do menu principal especial. Num novo Brawl Talk anunciado no dia 13 de novembro, a Supercell anunciou uma mudança tanto para os brawlers, com uma nova mecânica chamada "Engrenagens", que são desbloqueados ao melhorar o brawler para o novo Poder 11, quanto para os clubes, sendo anunciada a "Liga do Clube", onde os clubes lutam entre si por variados prêmios. O tema é inspirado no distrito californiano de Hollywood, o lugar mais famoso no mundo de produções de peças cinematográficas. |
| Temporada 10: Ano Do Tigre (Year of Tiger)                     | Janeiro a Março de 2022              | O brawler Fang é o Brawler Cromático desta temporada. Um novo modo de jogo, o Duelos, foi introduzido. Os jogadores devem escolher 3 brawlers antes da batalha começar, quando um brawler for derrotado, vai para o outro brawler que escolheu, quem derrotar os 3 brawlers primeiro vence. A Liga Estelar traz a opção de compra do visual 'Nita Nian', com 60 vitórias de rodadas nas partidas, além das skins do passe e outras mais. Houve um Evento de Dia dos Namorados que trouxe uma nova reação nova para o jogador. O tema é inspirado em jogos de luta clássicos. |
| Temporada 11: Biodoma (Biodome)                                | Março a Maio de 2022                 | A brawler Eve é a brawler Cromática desta temporada. Esta atualização trouxe dois novos modos: Empurra e Puxa, que consiste em um modo 3x3 que na qual o time tem de empurrar seu carrinho, ficando dentro da área delimitada, para completar o trajeto do carrinho para vencer; e Extermínio, que consiste em um modo 3x3 que o time tem que derrotar 8 jogadores do time para vencer. A atualização trouxe o modo Duelos e Basquete Brawl como sazonal. A Liga Estelar, Temporada 7, trouxe dois novos emblemas para o perfil do jogador, mais a opção de compra do visual 'Bo Vespa', após vencer 60 vezes no modo. Haverá dois desafios que o prêmio consiste em reações exclusivas: Desafio da Lanterna, e o Desafio de Páscoa, previstos para o mês de abril. O tema é inspirado na Biodoma do Starr Park, que, após Eve ter destruído um contêiner de líquidos experimentais, ele foi tomado por mutações de plantas e dos brawlers que lá estavam. |
| Temporada 12: Show de Acrobacia (Stunt Show)                   | Maio a Julho de 2022                 | Brawler Jannet é a brawler cromática da temporada |
| Temporada 13: Fundo do Mar Brawl (Deep Sea Brawl)              |                                      | Brawler Ottis é o brawler cromática da temporada |
| Temporada 14: Fábrica de robôs (Robot Factory)                 |                                      | Brawler Sam é o brawler cromática da temporada |
| Temporada 15: Estação Fantasma (Ghost Station)                 |                                      | Brawler Buster é o brawler cromática da temporada |
| Temporada 16: Terra dos Doces (Candy Land)                     |                                      | Brawler Mandy é a brawler cromática da temporada |
| Temporada 17: Mistério no Qg (Mystery at the Hub)              |                                      | Brawler RT é o brawler cromática da temporada |
| Temporada 18: O Resgate(The Rescue)                            |                                      | Brawler Maisie é a brawler cromática da temporada |
| Temporada 19: Floresta Encantada(Enchanted Woods)              |                                      | Brawler Cordelius é o brawler cromática da temporada |
| Temporada 20: Retorno ao Rancho (Back to Ranger Ranch)         |                                      | Brawler Pearl é a brawler cromática da temporada |

## Lançamento
Perto de seu lançamento, a Supercell começou a excluir suas redes sociais criadas para o jogo, causando certo transtorno entre os jogadores. Mas, no dia 14 de junho de 2017, o jogo foi anunciado pela Supercell em uma livestream no YouTube. No dia seguinte, 15 de junho de 2017, o jogo foi lançado em beta na App Store do Canadá. Em 19 de janeiro de 2018 o jogo também estava disponível na Finlândia, Suécia, Dinamarca, Noruega, Irlanda, Singapura, Hong Kong, Macau e Malásia. Em 26 de junho de 2018, o jogo recebeu sua versão para Android, ainda em beta. Em 14 de novembro de 2018, a Supercell fez uma livestream onde até então ninguém sabia se traria o lançamento global ou encerraria definitivamente o jogo. Por fim, em 12 de dezembro de 2018, ele foi lançado globalmente, faturando 63 milhões de dólares somente no seu primeiro mês.

## Bad Randoms(Banda)
Bad Randoms foi uma banda virtual e promocional finlandesa criada no ano de 2021 pela Supercell Oy, desenvolvedora do videojogo Brawl Stars.
A banda foi composta por 3 membros, sendo eles Stu (bateria), Buzz (vocal) e Poco (guitarra). Focando em gêneros como Indie e Rock, suas músicas são totalmente relacionadas ao vídeojogo Brawl Stars.
Até 14 de outubro de 2024, a banda acumulava mais de 17 milhões de reproduções no Spotify.